# Spencer (Nebraska)
Spencer je selo u američkoj saveznoj državi Nebraska. Prema popisu stanovništva iz 2010. u njemu je živjelo 455 stanovnika.